# Восстание Есета Котибарова
Восстание Есета Котибарова — национально-освободительное движение, часть казахских восстаний под предводительством Есета Котибарова в Младшем жузе против Царской администрации.

## Восстание
В 1847 года в районе реки Эмба Есет Котибаров напал на карательный отряд. Нападение на карательные отряды продолжились.
В 1853 году, для подавления восстания были направлены султан Арслан Жанторин, два казачьих отряда и 200 казахов под предводительством султана Таукина и майора Михайлова из Уральского укрепления, 600 казахов под командованием Елекея Касымова. Есет Котибаров, возглавлявший восставших, направил 800 своих сторонников для отражения карательных отрядов. Однако их попытки оказались безуспешными. Василий Перовский формирует карательные отряд для подавления восстания.
В весной 1854 года, был отправлен карательный отряд под командованием барона Врангеля. Из-за численного превосходства противника Есет Котибаров был вынужден пойти на переговоры и обещал явиться к генерал-губернатору. Однако вместо этого он начал подготовку к активным действиям. Восставшие совершали набеги на военные укрепления, угоняли скот и нападали на карательные отряды. В августе 1854 года братья Есета Котибарова, Сатай и Матай, с 60 повстанцами напали на Уральское укрепление. В 1855 году восставшие под предводительством Ерназара Кенжалина разгромили казачий отряд Ткачева. Есет Котибаров отлично организовал народное восстание против карательных сил. Повстанцы выдвинули ряд требований: отмена налога для домохозяйств, прекращение отправки карательных отрядов в казахскую степь, разрешение использовать пастбища и возможность свободно передвигаться по берегам рек Жем, Мугаджар, Элек, Кобда и Жайык.

### Бой у Оренбурга
В. А. Перовский поручил Арыстану Жантурину поймать Есета Котибарова. Отряд во главе султана Арыстана Жантурина набрал ещё 900 человек и начал движение на аулы восставших казахов. Однако этот поход не увенчался успехом для казачьих отрядов.
Узнав об этом, Есет Котибаров организует нападение на лагерь где находился султан и его окружение у Оренбурга
8 (20) июля Есет-батыр на границе вблизи от Оренбурга организовал нападение на лагерь султана Жантурина. Окружив отряд со всех сторон, батыр дал право уйти казахам, находившимся в отряде султана, чем они воспользовались, покинув карательный отряд. 80 казаков будучи окружёнными не смогли ничего сделать. В бою Арыстан был убит восставшими, а его союзные силы разбежались. Позже повстанцы напали на охранявший Жантурина казачий отряд, который обратился в бегство и отстреливался до прибытия на линию.

### Конец восстания
В 1857 году восставшие потерпели поражение в Самских песках. В 1858 году Есет Котибаров заключил соглашение с генерал-губернатором Катениным, тем самым признав царскую власть.